# .sk
sk – domena internetowa przypisana dla stron internetowych ze Słowacji.
Przed rozpadem na Czechy i Słowację w roku 1993 Czechosłowacja używała domeny .cs.